# Dipartimento di Río Negro
Il dipartimento di Río Negro è uno dei 19 dipartimenti dell'Uruguay.

## Popolazione

### Città
| Città        | Popolazione |
| ------------ | ----------- |
| Fray Bentos  | 23.122      |
| Nuevo Berlín | 2.438       |
| San Javier   | 1.680       |
| Young        | 15.759      |

### Villaggi
| villaggio    | Popolazione |
| ------------ | ----------- |
| Barrio Anglo | 785         |
| Algorta      | 779         |
| Grecco       | 598         |

## Altri centri
- Grecco